# Challenger de Heilbronn 2010
El torneo Intersport Heilbronn Open 2010 fue un torneo profesional de tenis. Perteneció al ATP Challenger Series 2010. Se disputó su 23.ª edición sobre superficie dura, en Heilbronn, Alemania.

## Campeones

### Individual Masculino
- Michael Berrer derrotó en la final a  Andrey Golubev, 6–3, 7–5

### Dobles Masculino
- Sanchai Ratiwatana /  Sonchat Ratiwatana derrotaron en la final a  Mario Ančić /  Lovro Zovko, 6–4, 7–6(4)